# Тяжёлая страна
«Тяжёлая страна» (англ. Hard Country, «Суровый край», «Суровая страна») — американская драма 1981 года режиссёра Дэвида Грина. В главных ролях Ян-Майкл Винсент и Ким Бейсингер, также снялась кантри-певица Таня Такер.

## Сюжет
Кайл Ричардсон работает на маленькой фабрике в центре Техаса. По выходным с приятелями он смотрит старые фильмы. Его пьянство сказывается на отношениях с его девушкой Джоди ли Палмер. Она ставит условие: или он женится на ней, или она переедет в Калифорнию.

## В ролях
- Ян-Майкл Винсент — Кайл Ричардсон
- Ким Бейсингер — Джоди ли Палмер
- Майкл Паркс — Ройс
- Gailard Sartain — Джонни Боб
- Джей Керр … Deputy
- Таня Такер — Каролин
- Дэрил Ханна — Лоретта
- Ричард Молл … Top Gun